# Могила (род)
Мовилa (на румънски: Movilă, на украински: Могила, на полски: Mohyła) е болярска фамилия в Молдова и Влашко от XVI - XVII век, която благодарение на сродяване с фамилията Мушати и с подкрепата на полските аристократични семейства достига молдовския престол.
Първото им споменаване в исторически документи е от 1499 г. Предшественик им е Пурич, вестител на молдовския войвода Стефан III Велики. В средата на XVI век Йоан Могила е логотет на княжество Молдова. Неговите синове са съответно - Йеремия Могила е владетел на Молдова от 1595 до 1606 г.; вторият му син Георги Могила е митрополит на Молдова; третият син Симеон Могила е войвода на Влахия.
Петър Могила, син на Симеон, е Киевски митрополит. 